# Никитюк Роман Федорович
Роман Федорович Никитюк (нар. 9 вересня 1993, Луцьк) — український футболіст, центральний захисник.

## Ігрова кар'єра
Вихованець луцької «Волині», за яку грав у ДЮФЛ з 2006 по 2010 роки. З 2010 року залучався до матчів юнацької та молодіжної команд луцької команди.
У Прем'єр-лізі дебютував 20 квітня 2014 в грі проти луганської «Зорі», замінивши на 71 хвилині Ванче Шикова. В одному з епізодів матчу зумів запобігти небезпечний удар бразильського нападаючого Данило. У сезоні 2013/14 зіграв ще один матч за основу проти донецького «Шахтаря».
З початку 2018 року став виступати у першоліговому «Русі» (Львів), а у березні 2020 року став гравцем «Миная», за який зіграв у 9 іграх чемпіонату і одній у кубку і допоміг команді посісти перше місце та вперше в історії вийти до Прем'єр-ліги. Втім сам гравець залишився у другому дивізіоні, повернувшись до рідної «Волині».